# Autogneta flagellata
Autogneta flagellata är en kvalsterart som först beskrevs av Sandór Mahunka 1977.  Autogneta flagellata ingår i släktet Autogneta och familjen Autognetidae. Inga underarter finns listade.